# قانون ديفيس
يستخدم قانون ديفيس في علم التشريح وعلم وظائف الأعضاء لوصف كيفية نماذج الأنسجة الرخوة على طول المطالب المفروضة. وهذه هي النتيجة الطبيعية لقانون وولف، الذي ينطبق على الأنسجة العظمية. إنه مبدأ فسيولوجي ينص على أن الأنسجة الرخوة تلتئم وفقًا للطريقة التي يتم بها إجهادها ميكانيكيًا.
وهو أيضًا تطبيق لنموذج الميكانوستات الخاص بهارولد فروست والذي طور في الأصل لوصف الاستجابة التكيفية للعظام؛ ومع ذلك - كما أوضح هارولد فروست نفسه - فإنه ينطبق أيضًا على الأنسجة الضامة الكولاجينية الليفية، مثل الأربطة والأوتار واللفافة.  تنص «قاعدة تضخم التمدد» لهذا النموذج على ما يلي: «يتسبب التمدد المتقطع في تضخم الأنسجة الكولاجينية حتى تقلل الزيادة الناتجة في القوة من استطالة التوتر إلى حد أدنى». على غرار سلوك الأنسجة العظمية، تحدث هذه الاستجابة التكيفية فقط إذا تجاوز الإجهاد الميكانيكي قيمة عتبة معينة. اقترح هارولد فروست أنه بالنسبة للأنسجة الضامة الكولاجينية الكثيفة، تكون قيم العتبة ذات الصلة حوالي 23 نيوتن / مم 2 أو 4٪ استطالة إجهاد.

## الأصل
سمي مصطلح قانون ديفيس على اسم هنري جاسيت ديفيس، جراح العظام الأمريكي المعروف بعمله في تطوير أساليب الجر. كان أول ظهور معروف له في كتاب جون جوزيف نات عام 1913 أمراض وتشوهات القدم، حيث يحدد نوت القانون من خلال اقتباس مقطع من كتاب ديفيس عام 1867، الجراحة المحافظة:
«الأربطة، أو أي أنسجة رخوة، عند وضعها تحت درجة معتدلة من التوتر، إذا كان هذا التوتر متواصلًا، فسوف تتمدد بإضافة مادة جديدة؛ على العكس من ذلك، عندما تظل الأربطة، أو بالأحرى الأنسجة الرخوة، ثابتة بلا انقطاع في أو حالة التراخي، فإنها ستختصر تدريجيًا، حيث تزال المادة الفعالة، حتى تصل إلى الحفاظ على نفس العلاقة مع الهياكل العظمية التي اتحدت معها كما كانت قبل تقصيرها. لا تضيع الطبيعة أبدًا وقتها والمواد في الحفاظ على العضلة أو الأربطة بطولها الأصلي عندما تكون المسافة بين نقطتي المنشأ والإدخال لفترة طويلة، دون انقطاع».

وصف تخطيطي لقانون ديفيس بالتفصيل

تكشف كتابات ديفيس عن هذا الموضوع عن سلسلة طويلة من النظريات المتنافسة حول موضوع تقلص الأنسجة الرخوة وأسباب الجنف. كانت تعليقات ديفيس في مجلة الجراحة المحافظة في شكل توبيخ حاد للمحاضرات التي نشرها لويس باور من معهد بروكلين للطب والجراحة في عام 1862. في كتاباته، أكد باور أن «تقلص الأربطة هو استحالة فسيولوجية». انحاز باور إلى العمل الذي نشره يوليوس كونراد ويرنر عام 1851، مدير معهد جراحة العظام في كونيجسبيرج، بروسيا؛ كان باور وفيرنر، بدورهما، يناقضان البحث الذي نشره جاك ماثيو ديلبش في عام 1823.

## أمثلة على الأنسجة الرخوة
الأوتار هي هياكل الأنسجة الرخوة التي تستجيب للتغيرات في التحميل الميكانيكي. الخواص الميكانيكية السائبة، مثل معامل يونغ، وعدم الضغط، ومقاومة الشد في نهاية المطاف، وانخفاض على مدى فترات طويلة من الإهمال نتيجة للتغيرات الصغيرة الهيكلي على ألياف الكولاجين المستوى. في محاكاة الجاذبية الصغرى، يمكن للأشخاص الخاضعين للاختبار أن يتعرضوا لفقدان قوة وتر عضلة الساق بنسبة تصل إلى 58٪ خلال فترة 90 يومًا.  أظهر الأشخاص الذين أختبروا والذين سُمح لهم بالمشاركة في تدريب المقاومة حجمًا أقل لفقدان قوة الأوتار في نفس بيئة الجاذبية الصغرى، لكن انخفاض قوة المعامل لا يزال كبيرًا.
بالمقابل، يمكن للأوتار التي فقدت قوتها الأصلية بسبب فترات طويلة من الخمول أن تستعيد معظم خواصها الميكانيكية من خلال إعادة التحميل التدريجي للوتر، بسبب استجابة الوتر للحمل الميكانيكي. تبدأ أحداث الإشارات البيولوجية في إعادة النمو في الموقع، بينما تعزز المحفزات الميكانيكية إعادة البناء. ينتج عن هذه العملية الممتدة من 6 إلى 8 أسابيع زيادة في الخواص الميكانيكية للأوتار حتى يستعيد قوتها الأصلية. ومع ذلك، فإن التحميل الزائد أثناء عملية الاسترداد قد يؤدي إلى فشل المواد، أي تمزق جزئي أو تمزق كامل. بالإضافة إلى ذلك، تظهر الدراسات أن الأوتار لها معامل أقصى يبلغ حوالي 800 ميجا باسكال؛ وبالتالي، فإن أي تحميل إضافي لن يؤدي إلى زيادة كبيرة في قوة المعامل. قد تغير هذه النتائج ممارسات العلاج الطبيعي الحالية، لأن التدريب العدواني للأوتار لا يقوي الهيكل بما يتجاوز خصائصه الميكانيكية الأساسية. لذلك، لا يزال المرضى عرضة للإفراط في استخدام الأوتار والإصابات.

## روابط خارجية
- Davis, Henry Gassett, Conservative Surgery New York: D. Appleton & Co.; 1867
- Nutt, John Joseph,  Diseases and deformities of the foot. New York: E. B. Treat & Co.; 1915, pp. 157–158. (Out of copyright. Available as a pdf in total via Google books).
- Spencer AM, Practical podiatric orthopedic procedures. Cleveland: Ohio College of Podiatric Medicine; 1978.
- Tippett, Steven R. and Michael L. Voight, Functional Progression for Sport Rehabilitation. Champaigne IL: Human Kinetics; 1995, (ردمك 0-87322-660-7), p. 4.